# Varanges
Varanges est une commune française située dans le département de la Côte-d'Or en région Bourgogne-Franche-Comté.

## Géographie

### Climat
Pour des articles plus généraux, voir Climat de la Bourgogne-Franche-Comté et Climat de la Côte-d'Or.
En 2010, le climat de la commune est de type climat océanique dégradé des plaines du Centre et du Nord, selon une étude du Centre national de la recherche scientifique s'appuyant sur une série de données couvrant la période 1971-2000. En 2020, Météo-France publie une typologie des climats de la France métropolitaine dans laquelle la commune est dans une zone de transition entre le climat océanique altéré et le climat océanique altéré et est dans la région climatique  Bourgogne, vallée de la Saône, caractérisée par un bon ensoleillement (1 900 h/an), un été chaud (18,5 °C), un air sec au printemps et en été et des vents faibles. 
Pour la période 1971-2000, la température annuelle moyenne est de 10,7 °C, avec une amplitude thermique annuelle de 17,6 °C. Le cumul annuel moyen de précipitations est de 827 mm, avec 11 jours de précipitations en janvier et 7,7 jours en juillet. Pour la période 1991-2020, la température moyenne annuelle observée sur la station météorologique de Météo-France la plus proche, « Dijon-Longvic », sur la commune d'Ouges à 10 km à vol d'oiseau, est de 11,4 °C et le cumul annuel moyen de précipitations est de 743,4 mm,. Pour l'avenir, les paramètres climatiques de la commune estimés pour 2050 selon différents scénarios d'émission de gaz à effet de serre sont consultables sur un site dédié publié par Météo-France en novembre 2022.

## Urbanisme

### Typologie
Au 1er janvier 2024, Varanges est catégorisée petite ville, selon la nouvelle grille communale de densité à 7 niveaux définie par l'Insee en 2022.
Elle est située hors unité urbaine. Par ailleurs la commune fait partie de l'aire d'attraction de Dijon, dont elle est une commune de la couronne,. Cette aire, qui regroupe 333 communes, est catégorisée dans les aires de 200 000 à moins de 700 000 habitants,.

### Occupation des sols
L'occupation des sols de la commune, telle qu'elle ressort de la base de données européenne d’occupation biophysique des sols Corine Land Cover (CLC), est marquée par l'importance des territoires agricoles (89,8 % en 2018), en diminution par rapport à 1990 (94,8 %). La répartition détaillée en 2018 est la suivante : 
terres arables (89,4 %), zones urbanisées (5,7 %), eaux continentales (4,5 %), prairies (0,4 %). L'évolution de l’occupation des sols de la commune et de ses infrastructures peut être observée sur les différentes représentations cartographiques du territoire : la carte de Cassini (XVIIIe siècle), la carte d'état-major (1820-1866) et les cartes ou photos aériennes de l'IGN pour la période actuelle (1950 à aujourd'hui).

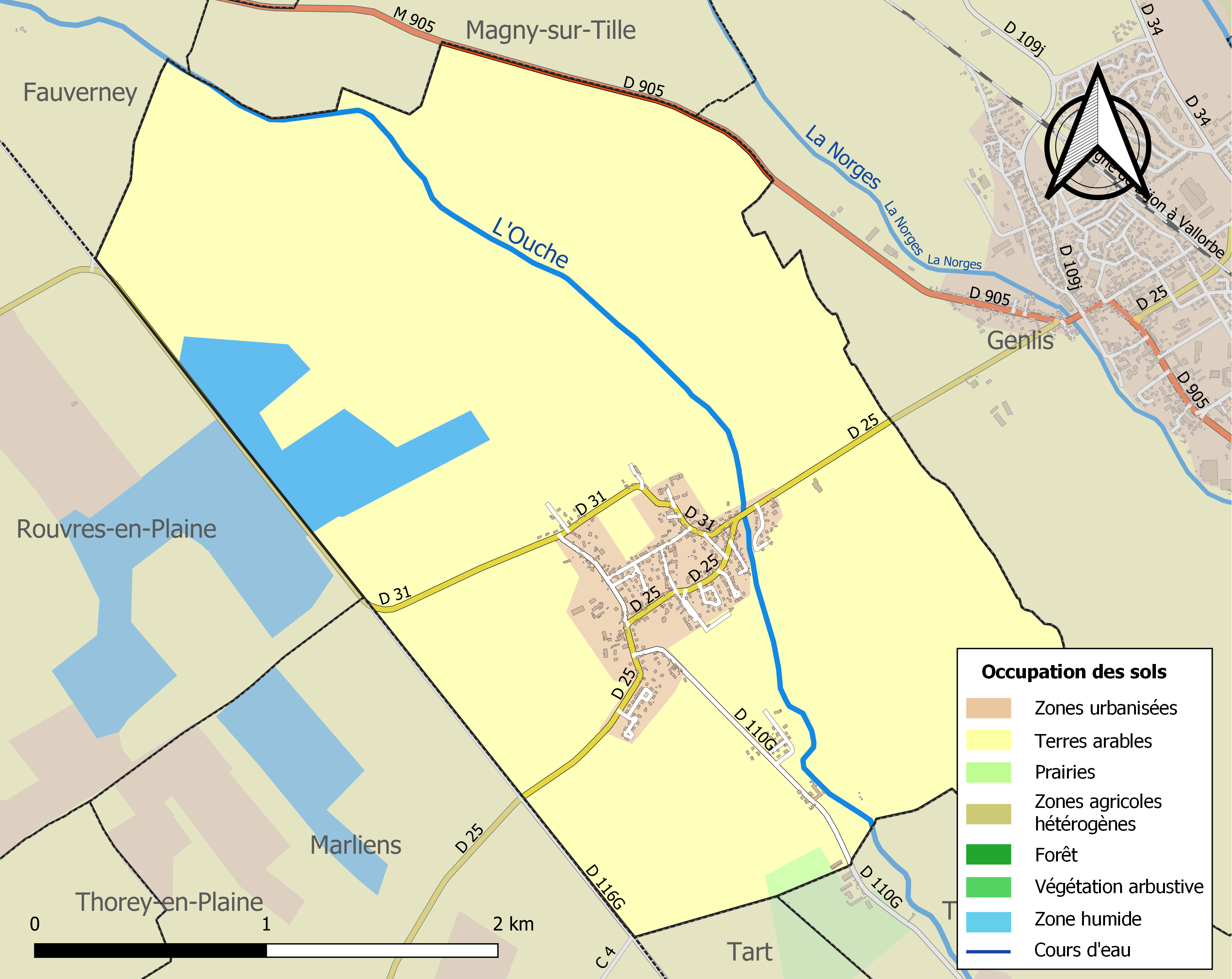
Carte des infrastructures et de l'occupation des sols de la commune en 2018 (CLC).

## Histoire
Appelé Verrangiae et Varangiae pendant le Moyen Âge, Varanges n'est qu'une métairie au XIe siècle dite ménil, Manillum, Masnile. Le village donne son nom à une famille seigneuriale représentée par Guy de Varanges en 1200. Les seigneurs portent souvent les prénoms Guillaume, Hugues ou Hugonin, Perreau ou Pierre et Perrenet ou Perronet ce qui complique leur généalogie. Cette maison fournit plusieurs membres remarquables comme Étienne de Varanges, prieur de Tart en 1315, Jean de Varanges, bailli de Dijon en 1394, Marcel de Varanges, moine à Saint-Étienne de Dijon en 1399, Girard de Varanges, conseiller du duc de Bourgogne en 1413. La terre de Varanges fut partagée en co-seigneurie par la famille de Chissey dès le XIVe siècle par le mariage de Jeannette de Varanges avec Barthelémy de Chissey, dont les petits-fils, Jean et Jean de Chissey, étaient co-seigneurs de Varanges.
En 1982, le maire de Varange, Jacques Hélie (RPR) est assassiné à Dijon après avoir résisté à deux hommes ayant voulu le rançonner à Dijon.

## Toponymie
- Vedranicae (973), Verrangae (1100)

## Politique et administration
| Période                                  | Période  | Identité       | Étiquette | Qualité |
| ---------------------------------------- | -------- | -------------- | --------- | ------- |
| 1978                                     | 1982     | Jacques Hélie  | RPR       |         |
| 2014                                     | 2020     | Bernard Gevrey |           |         |
| 2020                                     | En cours | Simon Gevrey   |           |         |
| Les données manquantes sont à compléter. |          |                |           |         |

## Démographie
L'évolution du nombre d'habitants est connue à travers les recensements de la population effectués dans la commune depuis 1793. Pour les communes de moins de 10 000 habitants, une enquête de recensement portant sur toute la population est réalisée tous les cinq ans, les populations de référence des années intermédiaires étant quant à elles estimées par interpolation ou extrapolation. Pour la commune, le premier recensement exhaustif entrant dans le cadre du nouveau dispositif a été réalisé en 2004.

En 2022, la commune comptait 688 habitants, en évolution de −5,1 % par rapport à 2016 (Côte-d'Or : +0,82 %, France hors Mayotte : +2,11 %).
| 1793 | 1800 | 1806 | 1821 | 1836 | 1841 | 1846 | 1851 | 1856 |
| ---- | ---- | ---- | ---- | ---- | ---- | ---- | ---- | ---- |
| 318  | 357  | 387  | 371  | 455  | 434  | 447  | 486  | 515  |

| 1861 | 1866 | 1872 | 1876 | 1881 | 1886 | 1891 | 1896 | 1901 |
| ---- | ---- | ---- | ---- | ---- | ---- | ---- | ---- | ---- |
| 494  | 482  | 485  | 458  | 421  | 421  | 406  | 405  | 425  |

| 1906 | 1911 | 1921 | 1926 | 1931 | 1936 | 1946 | 1954 | 1962 |
| ---- | ---- | ---- | ---- | ---- | ---- | ---- | ---- | ---- |
| 437  | 446  | 375  | 374  | 378  | 367  | 387  | 410  | 399  |

| 1968 | 1975 | 1982 | 1990 | 1999 | 2004 | 2006 | 2009 | 2014 |
| ---- | ---- | ---- | ---- | ---- | ---- | ---- | ---- | ---- |
| 384  | 447  | 568  | 572  | 662  | 811  | 828  | 783  | 740  |

| 2019 | 2022 | - | - | - | - | - | - | - |
| ---- | ---- | - | - | - | - | - | - | - |
| 697  | 688  | - | - | - | - | - | - | - |

Les habitants de Varanges s'appellent les Varangisseurs et les Varangisseuses.

## Lieux et monuments
- Église Saint-Pierre-ès-Liens.
- Chapelle Notre Dame de toutes Grâces.

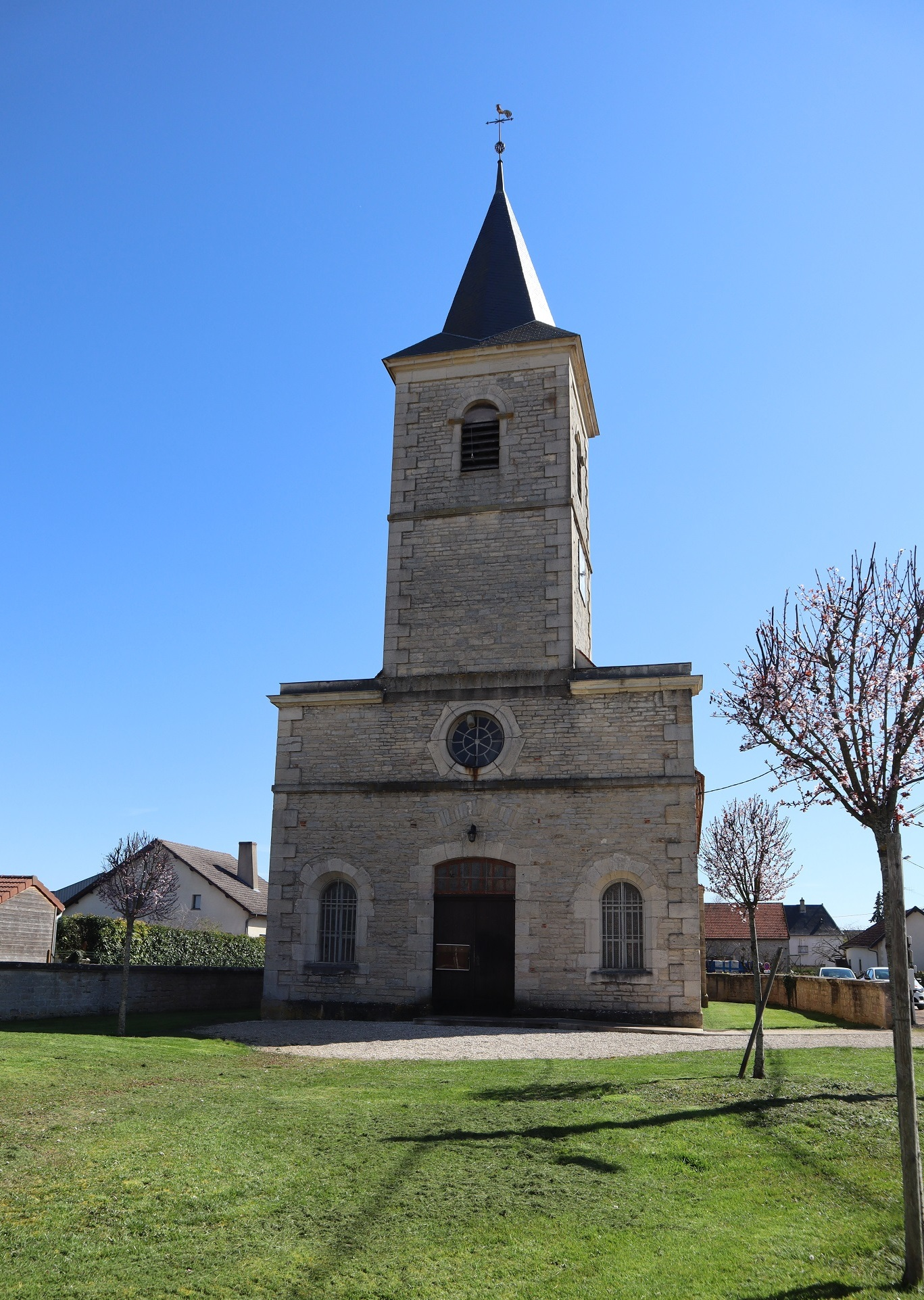
Église Saint-Pierre-ès-Liens.
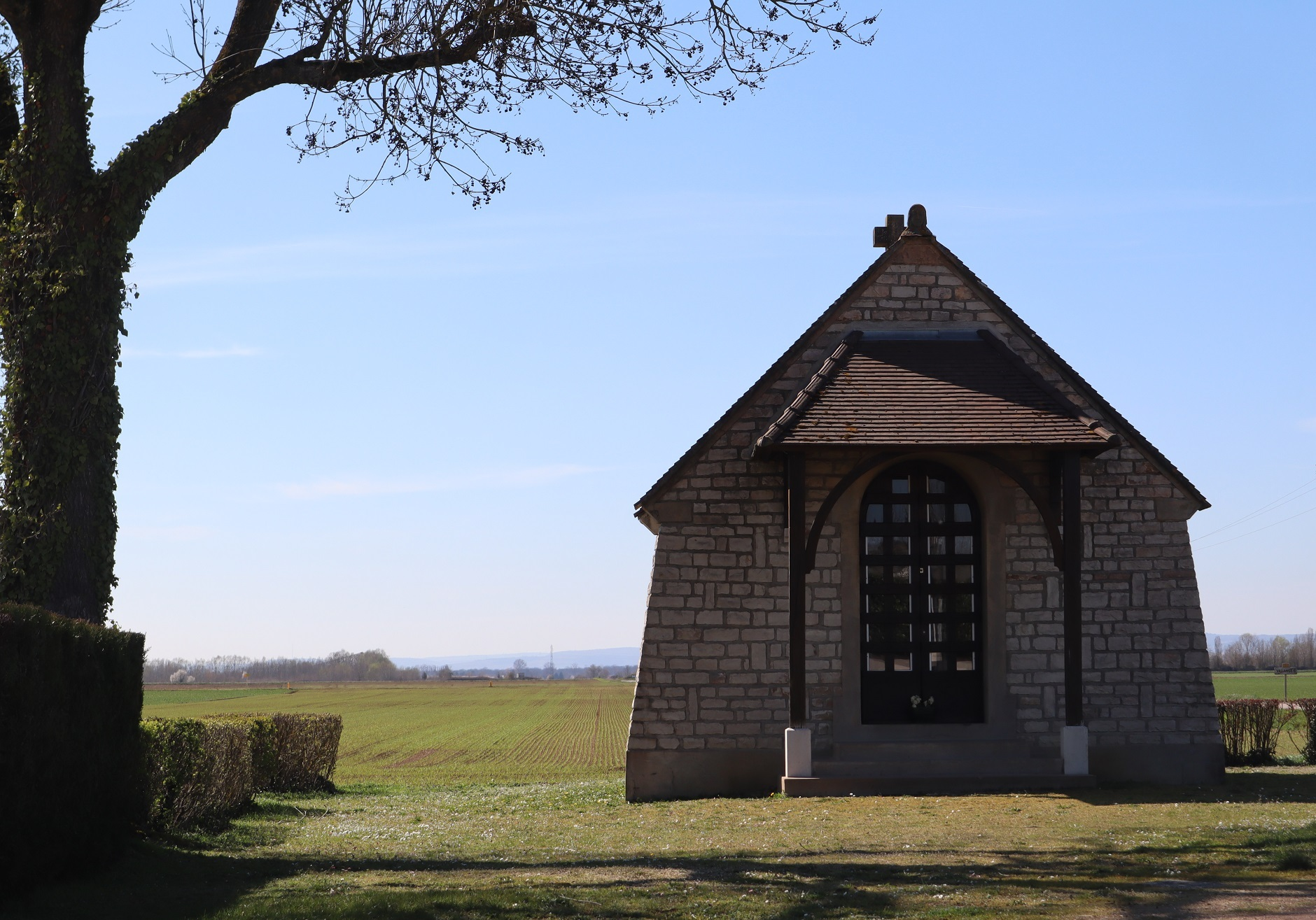
Chapelle Notre-Dame de toutes Grâces.

## Héraldique
| Blason | Blasonnement : D'azur à trois bandes ondées d'argent, accompagné de deux trèfles d'or. |

## Sports
Rugby à XV
- Tangos XV, désormais en sommeil et qui fut
  - Champion de Bourgogne de 3e série en 2009
  - Vice champion de France de 3e série en 2009